# Mummucina masculina
Mummucina masculina är en spindeldjursart som beskrevs av Lawrence 1954. Mummucina masculina ingår i släktet Mummucina och familjen Mummuciidae. Inga underarter finns listade i Catalogue of Life.